# Viktória (keresztnév)
A Viktória női név latin mitológiai eredetű, Victoria a latin mitológiában a győzelem istennője. A név jelentése győzelem. Férfi párja: Viktor.

## Gyakorisága
A Viktória az 1970-es évektől kezdett népszerű névvé válni, az 1990-es években már igen gyakori név volt, a 2000-es években a 2-10. leggyakoribb női névvé vált.

## Névnap
- november 17.[2]
- december 23.[2]

## Híres Viktóriák
- Csáki Viktória kézilabdázó
- Kerekes Viktória színésznő
- Koroknai Viktória kézilabdázó
- L. Kovásznai Viktória művészettörténész, muzeológus
- Lábas Viktória énekesnő, a Margaret Island együttes énekese és alapító tagja
- Miló Viktória ökölvívó
- Pintácsi Viki énekesnő
- Eszményi Viktória énekesnő
- Szent Viktória vértanú
- Szabó Viktória válogatott labdarúgó
- Szorcsik Viktória színésznő, műsorvezető
- Vay Viktória színésznő
- Veszelik Viktória Hauszmann-díjas építész
- Victoria Beckham énekesnő
- Victoria Justice amerikai gyerekszínész
- Victoria Principal amerikai színésznő
- Victoria Stilwell angol kutyakiképző, író és televíziós személyiség
- Victoria Monét énekesnő
- Victoria Ruffo mexikói színésznő
- Vicky Leandros görög énekesnő
- Viktorija Azarenka fehérorosz teniszezőnő
- Viktorija Fjodorovna Romanova orosz nagyhercegné
- Viktorija Kutuzova ukrán teniszezőnő
- Viktória brit királynő
- Viktória szász–coburg–saalfeldi hercegnő, Viktória királynő édesanyja
- Viktória svéd királyi hercegnő
- Pixie Lott énekesnő